# Silvan Widmer
Silvan Dominic Widmer (Aarau, Suiza, 5 de marzo de 1993) es un futbolista suizo. Juega como defensa en el 1. FSV Maguncia 05 de la 1. Bundesliga.

## Selección nacional
Ha sido internacional con la selección de fútbol de Suiza en 50 ocasiones. Fue incluido en la lista preliminar del seleccionado helvético de cara a la Copa del Mundo de 2018, pero no formó parte de la lista definitiva.[cita requerida] Cuatro años después sí que fue citado para participar en la edición de 2022.

### Participaciones en Copas del Mundo
| Mundial      | Sede  | Resultado        | Partidos | Goles |
| ------------ | ----- | ---------------- | -------- | ----- |
| Mundial 2022 | Catar | Octavos de final | 3        | 0     |

### Participaciones en Eurocopas
| Copa          | Sede     | Resultado        | Partidos | Goles |
| ------------- | -------- | ---------------- | -------- | ----- |
| Eurocopa 2020 | Europa   | Cuartos de final | 4        | 0     |
| Eurocopa 2024 | Alemania | Cuartos de final | 4        | 0     |

### Goles internacionales
| N.º | Fecha                   | Estadio                                | Rival    | Gol | Resultado | Competición                         |
| --- | ----------------------- | -------------------------------------- | -------- | --- | --------- | ----------------------------------- |
| 1   | 6 de septiembre de 2020 | St. Jakob Park, Basilea, Suiza         | Alemania | 1-1 | 1-1       | Liga de Naciones de la UEFA 2020-21 |
| 2   | 12 de noviembre de 2021 | Estadio Olímpico de Roma, Roma, Italia | Italia   | 0-1 | 1-1       | Clasificación para el Mundial 2022  |
| 3   | 28 de marzo de 2023     | Stade de Genève, Lancy, Suiza          | Israel   | 3-0 | 3-0       | Clasificación para la Eurocopa 2024 |
| 4   | 8 de junio de 2024      | Kybunpark, San Galo, Suiza             | Austria  | 1-1 | 1-1       | Amistoso                            |

## Clubes
| Club                   | País     | Año       |
| ---------------------- | -------- | --------- |
| F. C. Aarau II         | Suiza    | 2010-2011 |
| F. C. Aarau            | Suiza    | 2011-2012 |
| Granada C. F.          | España   | 2012-2013 |
| → F. C. Aarau (cedido) | Suiza    | 2012-2013 |
| Udinese Calcio         | Italia   | 2013-2018 |
| F. C. Basilea          | Suiza    | 2018-2021 |
| 1. FSV Maguncia 05     | Alemania | 2021-     |

## Palmarés

### Títulos nacionales
| Título        | Club          | País  | Año  |
| ------------- | ------------- | ----- | ---- |
| Copa de Suiza | F. C. Basilea | Suiza | 2019 |